# Stemonoporus reticulatus
Stemonoporus reticulatus är en tvåhjärtbladig växtart som beskrevs av Thw.. Stemonoporus reticulatus ingår i släktet Stemonoporus och familjen Dipterocarpaceae. Inga underarter finns listade i Catalogue of Life.